# Norbert Vogel (Fotograf)
Norbert Vogel (* 28. September 1944 in Berlin; † 13. März 2023 in Leipzig) war ein deutscher Fotograf.

## Leben und Werk
Vogel absolvierte von 1963 bis 1963 bei dem Fotografen Kneiphof in Eichwalde eine Lehre als Fotograf. Nach dem Wehrdienst bei der NVA studierte er von 1965 bis 1970 bei Heinz Föppel Fotografie an der Hochschule für Grafik und Buchkunst in Leipzig. Seine Diplomarbeit Spätzeit beschäftigte sich mit dem Altern.
Danach war er ab 1970 freischaffend als Fotograf in Eichwalde und dann in Leipzig tätig. Sein Schaffen steht in der Tradition von Henri Cartier-Bresson. Vogel arbeitete für Zeitschriften wie Elternhaus und Schule, Für Dich und Freie Welt und bis 1993 für Deine Gesundheit sowie für Verlage und Werbezwecke, darunter für Plakate.
1979 unternahm Vogel eine Studienreise in die Sowjetunion.
Die Bandbreite seiner Themen reichte von der Reportage-Fotografie bis zum Akt. Dabei musste er häufig gegen staatliche Restriktionen wie Veröffentlichungsverbote oder die Verweigerung von Fotogenehmigungen kämpfen. In dem Buch Leipziger Landschaften dokumentierte er 1986 erstmalig die Umweltzerstörungen durch den Braunkohleabbau im Raum Leipzig. Sein Freund Bernd Sikora, Mitautor des Buchs, berichtete darüber: „Wir kletterten illegal in Tagebaue, recherchierten in vom Abriss bedrohten Dörfern. Die Stasi war uns ständig auf den Fersen.“
Vogel war bis 1990 Mitglied des Verbands Bildender Künstler der DDR.
Er war seit 1975 mit der Fotografin Heidemarie (Heidi) Vogel-Hennig (* 1942) verheiratet.
Werke von Norbert Vogel befinden sich im Brandenburgischen Landesmuseum für moderne Kunst in Cottbus und im Stadtgeschichtlichen Museum Leipzig.

## Rezension
„Kaum ein anderer Fotograf der DDR hat so lange und so intensiv den Lebensalltag in Gemeinschaften dokumentiert wie Norbert Vogel. Als Reporter war er in verschiedensten Einrichtungen der Daseinsfürsorge zu Hause, in Kinderkrippen und Kindergärten ebenso wie in Schulen, Jugendclubs, Krankenhäusern oder Altenheimen. Auch in seiner Straßenfotografie und sogar seiner außergewöhnlichen Aktfotografie steht das Miteinander der Menschen im Zentrum des Interesses.“

## Publikationen mit Fotografien Vogels (mutmaßlich unvollständig)
- Peter Guth, Bernd Sikora, Norbert Vogel: Leipziger Landschaften. Greifenverlag, Rudolstadt, 1986, ISBN 3-7352-0205-5.
- Mathias Bertram: Das pure Leben. Fotografien aus der DDR. Die späten Jahre 1975–1990. Lehmstedt Verlag, Leipzig, 2014
- Mathias Bertram: Norbert Vogel. Jegliches hat seine Zeit. Fotografien 1965–1990. Lehmstedt Verlag, Leipzig, 2015
- Aktfotografie 1974–1995. Verlag Bild und Heimat, 2019 (mit Heidi Vogel-Hennig)

## Ausstellungen (unvollständig)

### Einzelausstellungen
- 2006: Leipzig, Kamera- und Fotomuseum („Wie es war. Leben und Alltag in der DDR.“)
- 2014: Eichwalde, Alte Feuerwache
- 2018: Berlin, Fotogalerie Friedrichshain („Jegliches hat seine Zeit. Fotografien 1965 – 1990.“)

### Ausstellungsbeteiligungen
- 1979 und 1985: Leipzig, Bezirkskunstausstellungen
- 1982: Leipzig, Museum der Bildenden Künste („Selbstbildnisse Leipziger Künstler.“)
- 1982/1983 und 1987/1988: Dresden, IX. und X. Kunstausstellung der DDR
- 2010: Berlin, Ratskeller im Rathaus Lichtenberg („zeit springen“)[4]
- 2024: Leipzig, Analog Art Photography in den Pittlerwerken (Authentische Aktfotografie Norbert Vogel & Internationaler Fotograf*innen)